# Дуктус артериозус
Дуктус артериозус или дуктус Ботали јесте шант који повезује аорту са плућном артеријом. Код фетуса припада феталној циркулацији. Дуктус артериозус омогућава да се код фетуса крв директно из плућне артерије (у којој пре рођења влада већи притисак) транспортује у аорту (где је пре рођења мањи притисак) и тиме се заобилазе плућа. Пре рођена плућа су испуњена течношћу и у крвним судовима плућа је притисак доста висок, тако да само мали део крви протиче кроз њих, већ се путем овалног отвора и дуктуса артеруозуса транспортује директно у леву преткомору и аорту, односно у системски крвоток.

## Дуктус артериозус после рођења
У тренутку рођења, са првим плачем детата се плућа ”отварају”, односно пуне се ваздухом, течност се потискује и ресорбује. Притисак унутар плућне циркулације нагло пада и сада је у плућној артерији односно у десној комори притисак мањи него у аорти и левој комори, тако да сада крв пролази из плућне артерије у плућа, а не у аорту. Пошто је после рођења у аорти већи притисак него у плућној артерији крв може да ретроградно врати у плућну артерију преко дуктуса артериозуса. У том теренутку се овај шант затвара и касније облитерише. Од њега остаје само лигаментум артериозум.
У механизму затварања дуктуса артериозуса више фактора долази до изражаја. Оксигенисана крв, односо кисеоник (крв прлази кроз плућа и оксигенише се) може изазвати контракцију мишићних ћелија у зиду дуктуса, чиме се он затвара. Овај шант се држи отвореним под утицајем простагландина, који делују вазодилататорно (приширују крвне судове). У тренутку рођења плућа секретују супстанцу брадикинин која смањује концентрацију простагландина, чиме се овај канал затвара. У терапији дуктуса артериозуса могу се користити и друге супстанце које смањују концентрацију простагландина и тако изазивају затварање дуктуса артериозуса.

## Обољење
У највећем броју случјева се дуктус артериосус затвара непосредано после роћења или у току 2 недеље непосредно после рођења. Уколико затварање овог шанта изостане ради се о урођеној мани срца дуктус артериозус.

## Учесталост
То је једна од најчешћих урођених срчаних мана, око 10%.
Може постојати самостално, као изоловани дефект или у склопу неких других урођених мана срца нпр. атрезија пулмоналног ушћа. Такве мане су обично тешке и у овом слушају је дуктус артериозус врло користан и омогућава преживљавање детета.

## Хемодинамика
Пошто је притисак у аорти доста већи наго у плућној артерији, при отвореном дуктусу део крви прелази из аорте у плућну артерију (лево десни шант) и одатле поново у плућа, леву преткомору, леву комору и враћа се у аорту. На тај начин крв кружи у плућном крвотоку чиме се он додатно оптерећује. Услед повећане количине крви у крвним судовиа плућа они се шире, притисак расте и у току времена се јавља плућна хипертензија. Временом деолази и до хипертрофије десне коморе, која мора појачеано да ради услед повећања притиска у плућном крвотоку. Уколико притисак у плућној циркулацији надвлада притисак у аорти (системскиј циркулацији) може се јевити обрт у кретању крви тзв. Ајзенменгерова реакција, па се крв прелази из плућне артерије у аорту (десно леви шант).

## Симптоми
- У већини случајева је шант мали, тако да оболели и не осећају тегобе. Једино се може чути систолно-дијастолни срчани шум.
- У случају шанта већег обима могу се касније после година и деценија јавити тегобе у виду замарања, диспнеје...
- Уколоко је реч о великом шанту симптоми настају у току прве године живота и ли по рођењу у виду тахикардије, атахипнеје, застоја у расту...

Код свих болести јавља се систолно-диајстолни шум (машински шум).
Од дијагностичких метода користи се рендген, ултразвук и ЕКГ.